# Browallia
Browallia L. es un género de plantas de la subfamilia Cestroideae, familia de las solanáceas (Solanaceae). Comprende 30 especies descritas y de estas, solo 7 aceptadas. que están distribuidas en los neotrópicos hasta Arizona en Estados Unidos.

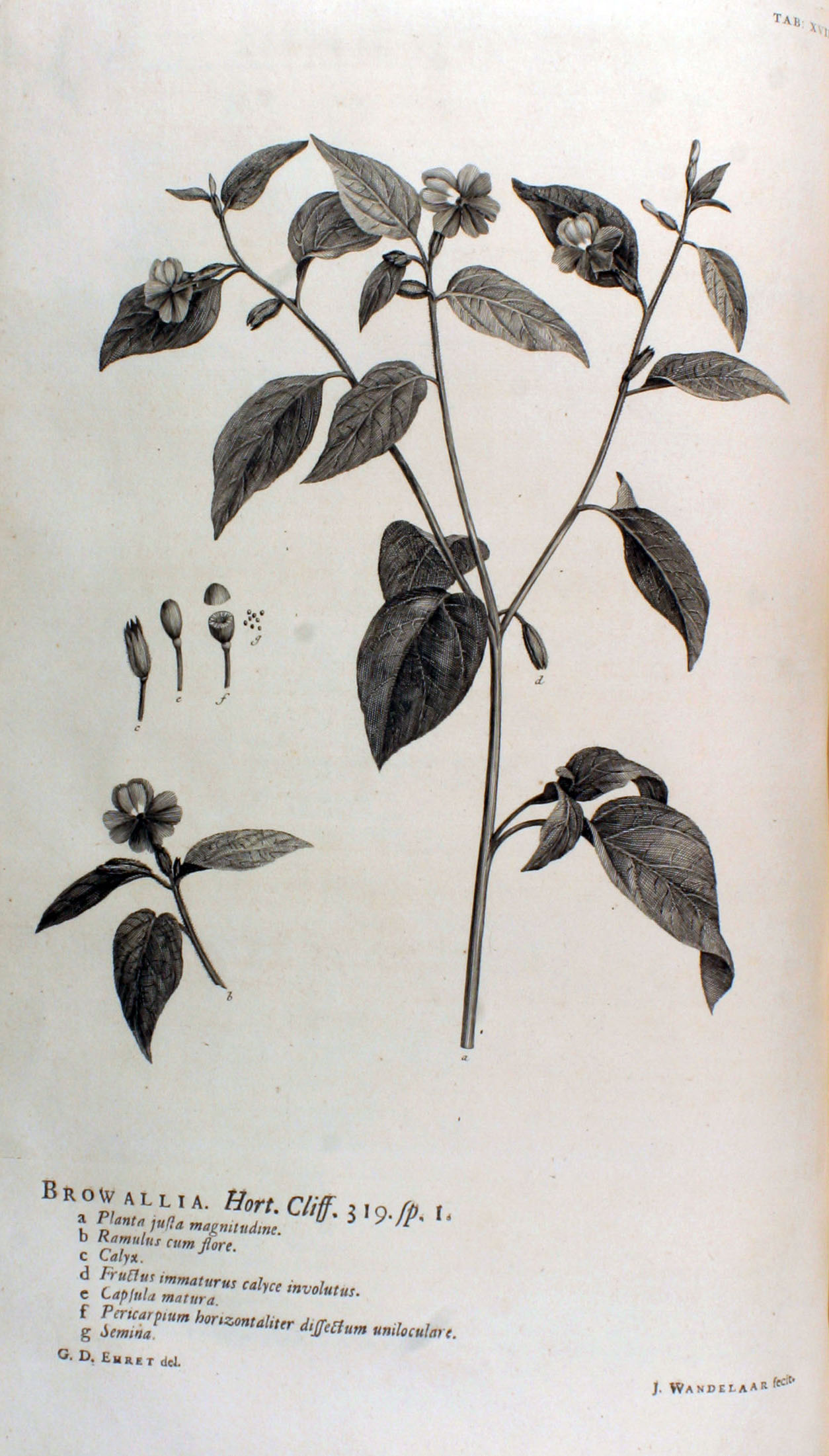
Browallia en Hortus Cliffortianus

## Descripción
Son hierbas erectas o decumbentes, que alcanzan un tamaño de hasta 70 cm de alto, pubescencia de tricomas simples o glandulares, cortos; tallos delgados, puberulentos con tricomas acrópetos. Hojas simples, ovadas, 2–7 cm de largo y 1.5–4 cm de ancho, ápice agudo o acuminado, base cuneada o acuminada, enteras, ciliadas, haz escasamente pubescente, envés puberulento sobre los nervios principales; pecíolos 3–10 mm de largo. Inflorescencia de flores solitarias o en pares, abrazadas por una hoja reducida, a veces agregadas o de apariencia racemosa, pedicelos 3–6 (–15) mm de largo, a veces glandulosos, flores pequeñas pero vistosas, zigomorfas; cáliz cupuliforme, 5–10 mm de largo, conspicuamente nervado cuando seco, mayormente puberulento y frecuentemente glanduloso, los 5 lobos subiguales y agudos; corola hipocrateriforme, 10–15 mm de diámetro, azul, malva o purpúrea con un ojo blanco o blanca con un ojo amarillo, el tubo 10–15 mm de largo, angosto y puberulento, los 4 lobos poco profundos y de diferente ancho, la garganta tapada por la parte posterior de los filamentos superiores; estambres 4, didínamos, anteras amarillas, con dehiscencia longitudinal; ovario apicalmente pubescente, el estigma aparentemente 4-lobado. Fruto una cápsula erecta contenida en el cáliz papiráceo; semillas numerosas, rectangulares, 0.4–0.7 mm de largo, foveoladas, cafés, embrión casi recto.

## Taxonomía
El género fue descrito por Carlos Linneo y publicado en Species Plantarum 2: 631. 1753. La especie tipo es: Browallia americana L. 
Etimología
Browallia: nombre genérico otorgado en honor de Johannes Browallius (1707 - 1755), también conocido como Johan Browall, un botánico sueco, médico y obispo.

## Especies
- Browallia abbreviata Benth.
- Browallia acutiloba A.S.Alva & O.D.Carranza
- Browallia americana L.
- Browallia dilloniana Limo, K.Lezama & S.Leiva
- Browallia eludens Van Devender & P.D.Jenkins
- Browallia mirabilis S.Leiva
- Browallia speciosa Hook.